# Тигр в геральдике
Геральдический тигр (англ. tyger) имеет тело волка, хвост и гриву льва, мощные челюсти (верхняя оканчивается клювом) и вытянутую морду. Таким представляли его средневековые европейские художники, никогда не видевшие реального зверя. По легенде, тигрица — грозная мать, готовая яростно защищать своё потомство, но человек может похитить её детёныша, если будет держать перед собой зеркало: тигрица будет загипнотизирована собственным изображением и потеряет бдительность. Поэтому геральдические тигры иногда изображаются смотрящими в зеркало.

Англси
Соединенные королевства Ривер Плейт, Перу и Чили
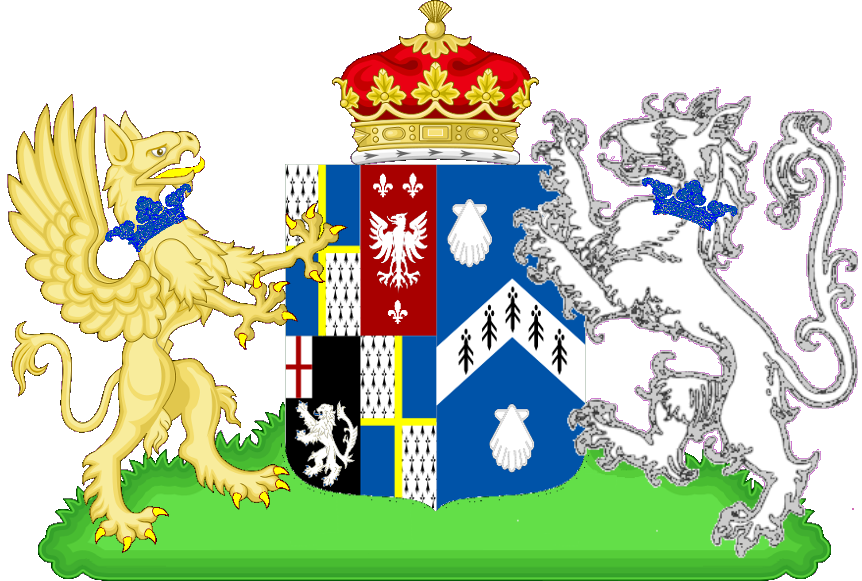
Шарлотта Осборн
Эшбел Смит

## Тигр природный
Также в современной геральдике встречается «природный» тигр (англ. tiger). Так, амурский тигр изображён на флаге и гербе Приморского края, на гербе Хабаровского края и на многих геральдических символах городов и районов края. Он же (под названием «бабр») изображён также на гербе Иркутска, хотя и в сильно искажённом из-за геральдической ошибки облике.
Амурский тигр также является национальным животным Республики Корея.
Малайский тигр является национальным символом Малайзии, где он изображается на гербе страны, эмблемах разнообразных государственных учреждений (например, Банка Малайзии), эмблемах формирований вооружённых сил («силовых» министерств и ведомств), и т. п. В Шри-Ланке бенгальский тигр изображен на флаге и эмблеме тамильского сепаратистского движения Тигры освобождения Тамил-Илама.

Приморский край
Владивосток
Хабаровск
Иркутск (1790 г.)
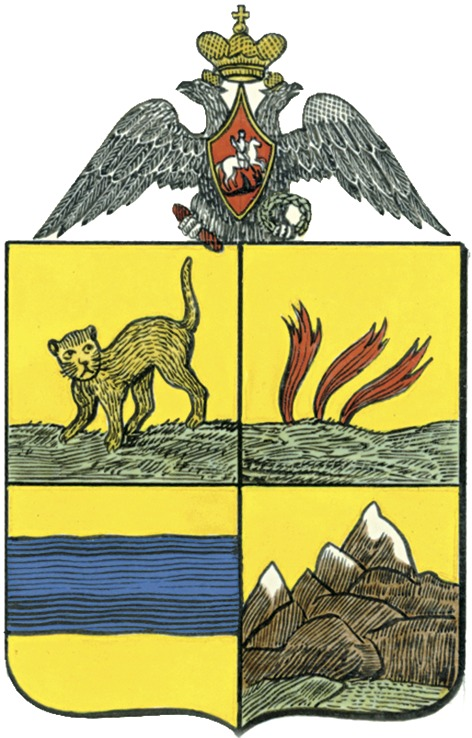
Каспийская область (1843 г.)
Закаспийская область (1890 г.)
Малайзия

Эмблемы
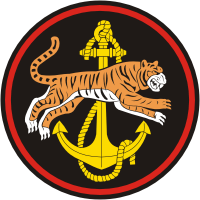
Нарукавный знак 155-й отдельной бригады морской пехоты ТОФ